# شهرستان بروس
شهرستان بروس (به انگلیسی: Bruce County) یک سکونتگاه مسکونی و شهرستان در کانادا است که در انتاریو واقع شده‌است.

## خصوصیات
شهرستان بروس ۶۴٬۷۰۹ نفر جمعیت دارد.